# San Marino en el Festival de la Canción de Eurovisión 2011
Después de un descanso de dos años: 2009 y 2010, San Marino participó en el Festival de la Canción de Eurovisión 2011 en Düsseldorf, Alemania, su representante fue escogida a través de una selección interna.

## Antecedentes
San Marino debutó en 2008 con la banda Miodio, quedando en último puesto, los únicos votos recibidos fueron 3 de Grecia y 2 de Andorra. Después de eso, San Marino se retiró de la competición en 2009 y 2010. Tras 2 años, el 22 de diciembre de 2010 anunció su retorno al festival en 2011.

## Selección Interna
SMRTV confirmó el 3 de febrero de 2011, que la cantante italiana Senit sería la representante de San Marino en el Festival de la Canción de Eurovisión 2011 que se celebró en Düsseldorf, Alemania, en mayo.

## En Eurovisión
San Marino con Senit compitió duodécimo en la primera semifinal del concurso, el 10 de mayo. Senit quedó en la posición decimosexta con 34 puntos. Con este resultado no pudo conseguir el pase a la final del 14 de mayo.